# Liste der Bodendenkmale in Auerbach/Vogtl.
In der Liste der Bodendenkmale in Auerbach/Vogtl. sind die Bodendenkmale der Stadt Auerbach/Vogtl. und ihrer Ortsteile nach dem Stand der Auflistung von Volkmar Geupel aus dem Jahr 1983 aufgelistet. Eventuelle Änderungen und Ergänzungen, insbesondere aus der Zeit nach der Wende, sind nicht berücksichtigt, da für Sachsen aktuell keine neueren allgemein zugänglichen Bodendenkmallisten vorliegen. Die Baudenkmale sind in der Liste der Kulturdenkmale in Auerbach/Vogtl. aufgeführt.
| Denkmal-ID | Fundart            | Ortsteil | Bezeichnung               | Zeitstellung    | Lage                                                   | Bemerkungen                                                                                              | Bild |
| ---------- | ------------------ | -------- | ------------------------- | --------------- | ------------------------------------------------------ | --- | ---- |
| ?          | Befestigung > Burg | Auerbach | Wehranlage „Schloss“      | Mittelalter     | südöstlich im Ortskern, Bergsporn über dem Göltzschtal | Höhenburg in Spornlage, teilweise überbaut, Stumpf des Bergfrieds erhalten, Schutz seit 7. Dezember 1970 |      |
| ?          | besonderer Stein   | Auerbach | Gruppe von 4 Steinkreuzen | Spätmittelalter | sekundär im Garten des Museums aufgestellt             | Schwerteinzeichnung auf einem Kreuz, ein Kreuz nur als Stumpf erhalten, Schutz seit 17. April 1963       |      |